# San Pablo Guelatao
San Pablo Guelatao er en by i staten Oaxaca, Mexico, omkring 55 km fra byen Oaxaca.  Den er fødested for Mexicos mest berømte leder, præsident Benito Juárez.  Omkring 1810 (i Juarez' ungdom) havde den mindre end 100 indbyggere.  I 2001 havde byen et anslået indbyggertal på 1.200.
San Pablo Guelato ligger i Sierra Madres-bjergene.  Flertallet af befolkningen er zapotekiske indianere.
17°19′05″N 96°29′35″V / 17.3181°N 96.4931°V